# Nico Van Kerckhoven
Pour les articles homonymes, voir Van Kerckhoven.
Nico Van Kerckhoven est un footballeur belge né le 14 décembre 1970 à Lierre (Belgique).
Dans sa jeunesse, il a joué au KFC Lint. En 1988, il rejoint le  K Lierse SK. Il y reste dix saisons et est champion de Belgique en 1997.
En 1998, il est transféré au FC Schalke 04 où il reste six ans, avant de passer dans un autre club de Bundesliga, le Mönchengladbach pour la saison 2004-2005. Puis il revient en Belgique, au KVC Westerlo.
Le 17 avril 2010, alors qu'il évolue toujours au KVC Westerlo, il joue le dernier match de sa carrière face au Cercle de Bruges. Ses couleurs s'imposent 4-1, il marquera au passage le 3-0 sur pénalty.
À quelques minutes du coup de sifflet final, il est remplacé et reçoit une belle ovation de la part de ses supporters.
Il a été 42 fois international et a marqué trois buts pour les Diables Rouges.

## Palmarès
- International belge de 1996 à 2002 (42 sélections et 3 buts marqués)
- Champion de Belgique en 1997 avec le K Lierse SK
- Vainqueur de la Coupe d'Allemagne en 2001 et 2002 avec le FC Schalke 04